# Paul Cadiou
Pour les articles homonymes, voir Cadiou.
Paul Cadiou, né le 15 février 1860 à Brest et mort le 31 octobre 1924 dans la même ville, est un écrivain et poète français.

## Biographie
Il est le fils d'un capitaine de vaisseau, maire de Guipavas, neveu de l'amiral Thomas Louis Le Normant de Kergrist, et frère de  la romancière M. Maryan.
Il suit des études de droit, soutient sa thèse pour la licence en 1880 et devient élève-commissaire de la Marine la même année, puis aide-commissaire de la Marine en 1882. Il devient sous-commissaire de la Marine à Ajaccio en 1888, administrateur de la Marine à Morlaix, puis à Brest.
Il meurt à Brest le 31 octobre 1924.

## Œuvres
- Les Morts, Rennes, Hyacinthe Caillière, 1896, 87 p.[3].
- Les Chants de la Corse, Rennes, H. Caillière, 1897, 93 p.
- La Harpe de Merlin − Telen Merlin. Drame en quatre actes, Morlaix, Hamon et Kervellec, 1904, 95 p. Texte breton et traduction française.

Paul Cadiou a également publié des poèmes dans diverses revues ou journaux, comme La légende du roi Grallon dans L'Éclaireur du Finistère le 3 février 1906.